# Kim Larsen & Kjukken
|  | For albummet af samme navn, se Kim Larsen & Kjukken (album) |
Kim Larsen & Kjukken var en dansk rock-pop-gruppe som blev dannet i 1995. Dens sidste besætning bestod af sanger og guitarist Kim Larsen, guitarist Karsten Skovgaard, bassist Jesper Haugaard, trommeslager Jens Langhorn, og rytmeguitarist Jørn Jeppesen.
Kim Larsen & Kjukken blev dannet i 1995 af Kim Larsen, Karsten Skovgaard (guitar), Bo Gryholt (bas), og Jesper Rosenqvist (trommer). Navnet "Kjukken" stammer fra en tegneserie med en figur beskrevet som en "Tintin-lignende skikkelse med blød kasket, pludderbukser og jordemodertaske." Bandet spillede deres første koncert den 12. oktober 1995 på Magasinet i Odense.
I 2002 forlod bassist bassist Bo Gryholt Kim Larsen & Kjukken og blev i 2003 erstattet af Jesper Haugaard. I 2014 måtte trommeslager Jesper Rosenqvist, der havde været med siden starten, stoppe karrieren på grund af helbredsproblemer. Siden turneen i 2015 har Jens Langhorn været Kjukkens trommeslager. Han har tidligere spillet i Fielfraz. Samme år kom rytmeguitarist Jørn Jeppesen med i bandet. Han var desuden Kim Larsens manager fra 2001.

## Medlemmer
- Kim Larsen – guitar og sang (1995-2018)
- Karsten Skovgaard – guitar (1995-2018)
- Jesper Haugaard – bas (2003–2018)
- Jens Langhorn – trommer (2015–2018)
- Jørn Jeppesen – rytmeguitar (2015–2018)

Tidligere medlemmer
- Bo Gryholt – bas (1995–2002)
- Jesper Rosenqvist – trommer (1995–2014)

## Diskografi

### Studiealbum
| Titel                                                            | Album detaljer                                                    | Højeste placering | Højeste placering | Højeste placering | Certificering                        |
| Titel                                                            | Album detaljer                                                    | Danmark           | Norge             | Sverige           | Certificering                        |
| ---------------------------------------------------------------- | ----------------------------------------------------------------- | ----------------- | ----------------- | ----------------- | ------------------------------------ |
| Kim Larsen & Kjukken                                             | - Udgivet: 10. juni 1996 - Selskab: Medley - Format: CD, kassette | 1                 | 9                 | —                 | - 2× Platin (Danmark)                |
| Luft under vingerne                                              | - Udgivet: 4. november 1998 - Selskab: Medley - Format: CD        | 2                 | 13                | —                 | - 2× Platin (Danmark)                |
| Weekend Music                                                    | - Udgivet: 19. februar 2001 - Selskab: Medley - Format: CD        | 3                 | —                 | —                 | - Guld (Danmark)                     |
| Sange fra glemmebogen                                            | - Udgivet: 26. november 2001 - Selskab: Medley - Format: CD       | 1                 | 14                | —                 | - 10× Platin (Danmark)               |
| 7-9-13                                                           | - Udgivet: 10. november 2003 - Selskab: Medley - Format: CD       | 1                 | 6                 | —                 | - 4× Platin (Danmark) - Guld (Norge) |
| Glemmebogen - Jul & nytår                                        | - Udgivet: 8. november 2004 - Selskab: Medley - Format: CD        | 1                 | —                 | —                 | - 7× Platin (Danmark)                |
| Gammel hankat                                                    | - Udgivet: 14. november 2006 - Selskab: Medley - Format: LP, CD   | 1                 | —                 | —                 | - 10× Platin (Danmark)               |
| Glemmebogen for børn                                             | - Udgivet: 14. oktober 2008 - Selskab: Medley - Format: CD        | 1                 | —                 | —                 | - 4× Platin (Danmark)                |
| Du glade verden                                                  | - Udgivet: 19. november 2012 - Selskab: Medley - Format: LP, CD   | 1                 | 10                | 46                | - 2× Platin (Danmark)                |
| Øst for Vesterled                                                | - Udgivet: 7. april 2017 - Selskab: Medley - Format: LP, CD       | 1                 | —                 | —                 | - 2× Platin (Danmark)                |
| "—" markerer en udgivelse der ikke opnåede en hitlisteplacering. |                                                                   |                   |                   |                   |                                      |

### Livealbum
| Titel                                                            | Album detaljer                                                        | Højeste placering | Højeste placering | Højeste placering | Certificering         |
| Titel                                                            | Album detaljer                                                        | Danmark           | Norge             | Sverige           | Certificering         |
| ---------------------------------------------------------------- | --------------------------------------------------------------------- | ----------------- | ----------------- | ----------------- | --------------------- |
| Det var en torsdag aften                                         | - Udgivet: 18. november 2002 - Selskab: Medley - Format: DVD, VHS, CD | 2                 | —                 | —                 | - 8× Platin (Danmark) |
| En lille pose støj - Live                                        | - Udgivet: 29. oktober 2007 - Selskab: Medley - Format: DVD, CD       | 1                 | 16                | 56                | - 7× Platin (Danmark) |
| "—" markerer en udgivelse der ikke opnåede en hitlisteplacering. |                                                                       |                   |                   |                   |                       |

## Albumoptrædener
| År   | Sang             | Album             |
| ---- | ---------------- | ----------------- |
| 2004 | "Internationale" | Bæreklang         |
| 2004 | "I og for sig"   | Bevar Christiania |